# Lakemoor
Lakemoor is een plaats (village) in de Amerikaanse staat Illinois, en valt bestuurlijk gezien onder Lake County en McHenry County.

## Demografie
Bij de volkstelling in 2000 werd het aantal inwoners vastgesteld op 2788. In 2006 is het aantal inwoners door het United States Census Bureau geschat op 5154, een stijging van 2366 (84,9%).

## Geografie
Volgens het United States Census Bureau beslaat de plaats een oppervlakte van 11,7 km², waarvan 11,1 km² land en 0,6 km² water.

## Plaatsen in de nabije omgeving
De onderstaande figuur toont nabijgelegen plaatsen in een straal van 8 km rond Lakemoor.